# Bages (Pireneje Wschodnie)

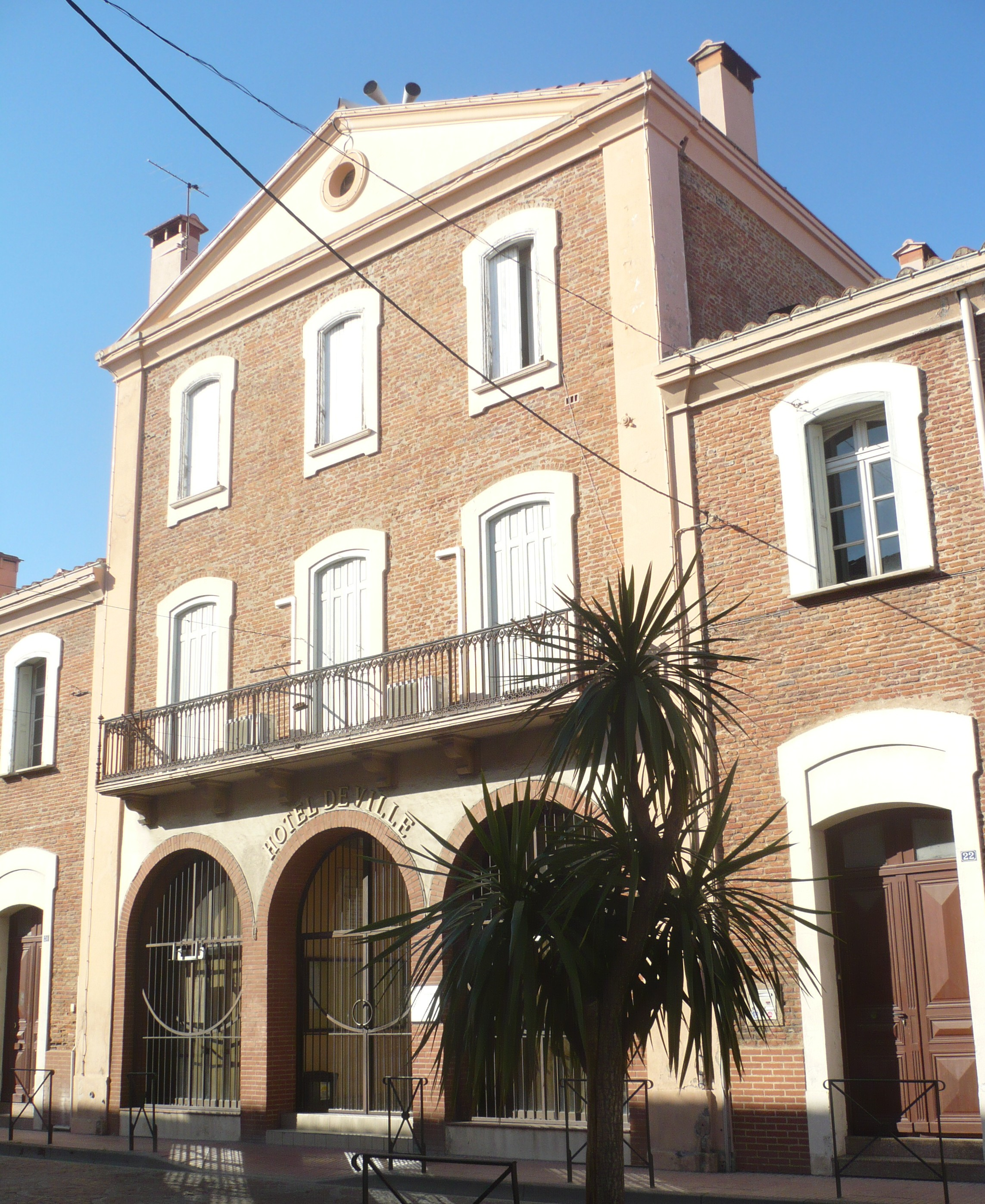
Bages

Bages (Bages de Rosselló) – miejscowość i gmina we Francji, w regionie Oksytania, w departamencie Pireneje Wschodnie.
Według danych na rok 1990 gminę zamieszkiwało 3317 osób, a gęstość zaludnienia wynosiła 278 osób/km² (wśród 1545 gmin Langwedocji-Roussillon Bages plasuje się na 112. miejscu pod względem liczby ludności, natomiast pod względem powierzchni na miejscu 651.).

## Populacja

Populacja Bages w latach 1962–2008